# سامانثا تروس
الدكتورة سامانثا تروس (مواليد 30 يونيو 1968) هي جراحة استشارية بريطانية. كانت أول جراحة عظام سوداء في بريطانيا وقد تم الاعتراف بها كأحد البريطانيين الناجحين في قوائم مختلفة.

## حياتها الشخصية
وُلدت سامانثا تروس في جورج تاون في غيانا عام 1968 لسامي وجويندولين تروس. كانت الابنة الثانية من بين أربعة أطفال. التحقت بالمدرسة الابتدائية في غيانا. انتقلت عائلتها إلى بريطانيا عندما كانت في الحادية عشرة من عمرها، بسبب منح والدها، الذي كان يعمل في أمانة كومنولث، وظيفةً في بريطانيا. ويقع مقر الأمانة في مارلبورو هاوس في لندن. أكملت تروس تعليمها في مدارس خاصة في بريطانيا ثم في كلية ماثيو بولتون في برمنغهام. تفوقت في الرياضة، وأصبحت بطلة بريطانية قومية في الوثب الطويل ضمن سنها، وحصلت على أعلى المستويات في الرياضيات التطبيقية والكيمياء والبيولوجيا. اختارت دراسة الطب في جامعة كوليدج لندن، حيث قررت أن تصبح جراحةً.

## حياتها المهنية
تروس غير متأكدة من سبب اهتمامها الأولي بالطب ولكنها تعتقد أنّ موت جديها عندما كانت في السابعة من عمرها ساهم في اهتمامها بهذه المهنة. كما أشارت إلى أنه في أثناء تواجدها في كلية الطب تعرضت للعديد من التخصصات الطبية المختلفة، لكن جراحي العظام جعلوها تشعر بأنها مطلوبة ومفيدة.
قالت تروس: «عندما كنت طفلةً، طورت اهتمامي بالطب. من الصعب تحديد من أين نشأ هذا الاهتمام، لكنني أتذكر أنّ جدي وجدتي عاشا معنا وتُوفيا في المنزل وكنتيجة لذلك، عانيت من موت الأقارب في سن مبكرة. أعتقد أن ذلك كان له تأثير. في سن السابعة، أعربت لوالديّ عن رغبتي في أن أكون طبيبةً حيث كانت هذه ذكرياتي الأولى حول اهتمامي بهذا المجال.»
كانت تلك مهنة غير عادية للمرأة البريطانية: حيث تُشكل النساء 11٪ فقط من الجراحين الاستشاريين في بريطانيا. تدربت تروس في العديد من المستشفيات وأكملت تدريبها في جراحة العظام في عام 2004. وهي زميلة في الكلية الملكية للجراحين. كما أنها متخصصة في جراحة إعادة بناء الورك والركبة. على الرغم من أنها معروفة بعملها في جراحة الورك والركبة، إلا أنها تعمل أيضاً على الكتف، والكوع، واليد، والقدم، والكاحل.
قالت تروس: «دخلت التاريخ في عام 2005 عندما أصبحت أول جراحة عظام سوداء في المملكة المتحدة. لا يزال الأمر بمثابة صدمة بالنسبة لي عندما أسمع عبارة» أنت أول شخص يقوم بذلك«أو» أول شخص يفعل ذلك«لأنه شيءٌ كان جزءً من عملي ويجب أن يكون أمراً عادياً مقبولاً.»
تعمل تروس في مجال الجراحة التنقيحية والأولية لاستبدال مفصل الورك، وجراحة استبدال الركبة الأولية، وإجراءات تنظير الركبة، وإدارة الكسور والحالات العظمية الشائعة. يتم إجراء العمليات الجراحية الأولية لاستبدال الورك من خلال نهج الحد الأدنى من التدخل الجراحي الذي يؤدي إلى تقليل التلف في الأنسجة والشفاء بشكل أسرع وألم أقل. إنّ مفتاح نجاح تروس هو توفير مستوى عالٍ من العلاج السريري والتواصل الفعال والنهج الشمولي لرعاية المرضى.
إلى جانب عملها السريري، تشارك تروس بنشاط في التعليم الطبي. حيث تقوم بتدريس طلاب الطب بانتظام كما أنها ممتَحنة في الامتحانات النهئية لكلية الطب في كلية إمبريال كوليدج. وهي أيضاً محررة مشاركة في مجلة تقارير الحالات الطبية.

## إنجازاتها البارزة
تم إدراج السيرة الذاتية للدكتورة تروس (في عام 2015) في متحف العبودية الدولي الذي تديره متاحف ليفربول. تم اعتبارها واحدةٍ من بين أكثر 100 بريطاني أسود نفوذاً. في عامي 2011 و2012 أدرجت في قائمة النفوذ السوداء لشركة جيه بي مورغان. وقد أدرجت أيضاً في قائمة نفوذ عام 2013، التي نشرتها مجموعة لويدز البنكية ومؤسسة تومسون رويترز. كما كانت تروس موضوع سيرة كتبها فيرنا ويلكنز في عام 2008.